# 泄洪

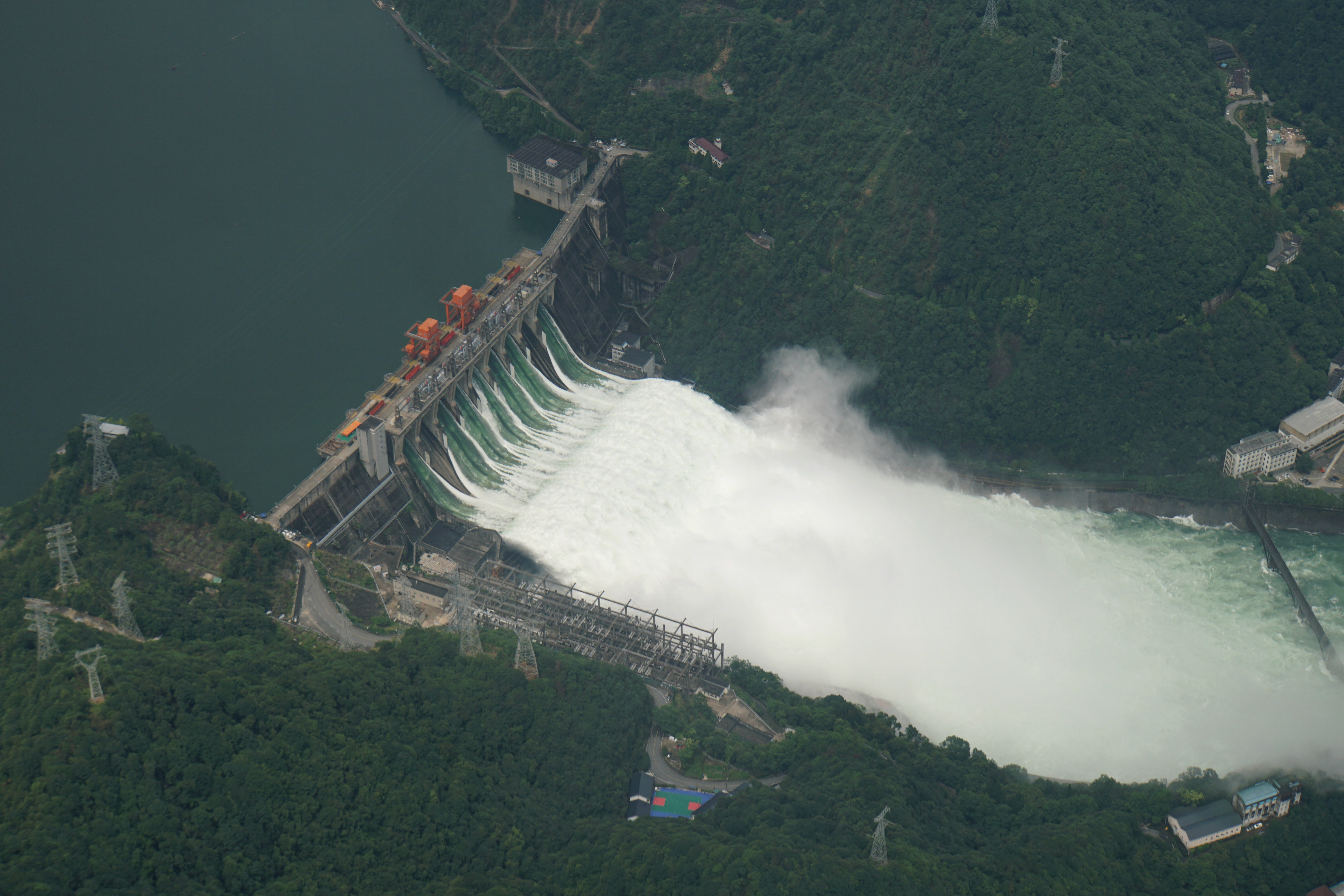
2020年中国南方水灾期間，7月8日，浙江的新安江水电站自建成以来，首次正式9孔全开泄洪。图为7月10日，7孔泄洪的新安江水电站。

泄洪指水庫裡的水來不及經過水輪機發電而直接從水壩泄洪口流出，是水流量過大、预防水灾之行為。視乎該河流的每年通過水量，水庫不一定都要泄洪，亦可提前泄洪。泄洪年份间隔，开启泄洪口数量均不固定。

## 中國三峽大壩

### 泄洪原因

#### 防洪調度

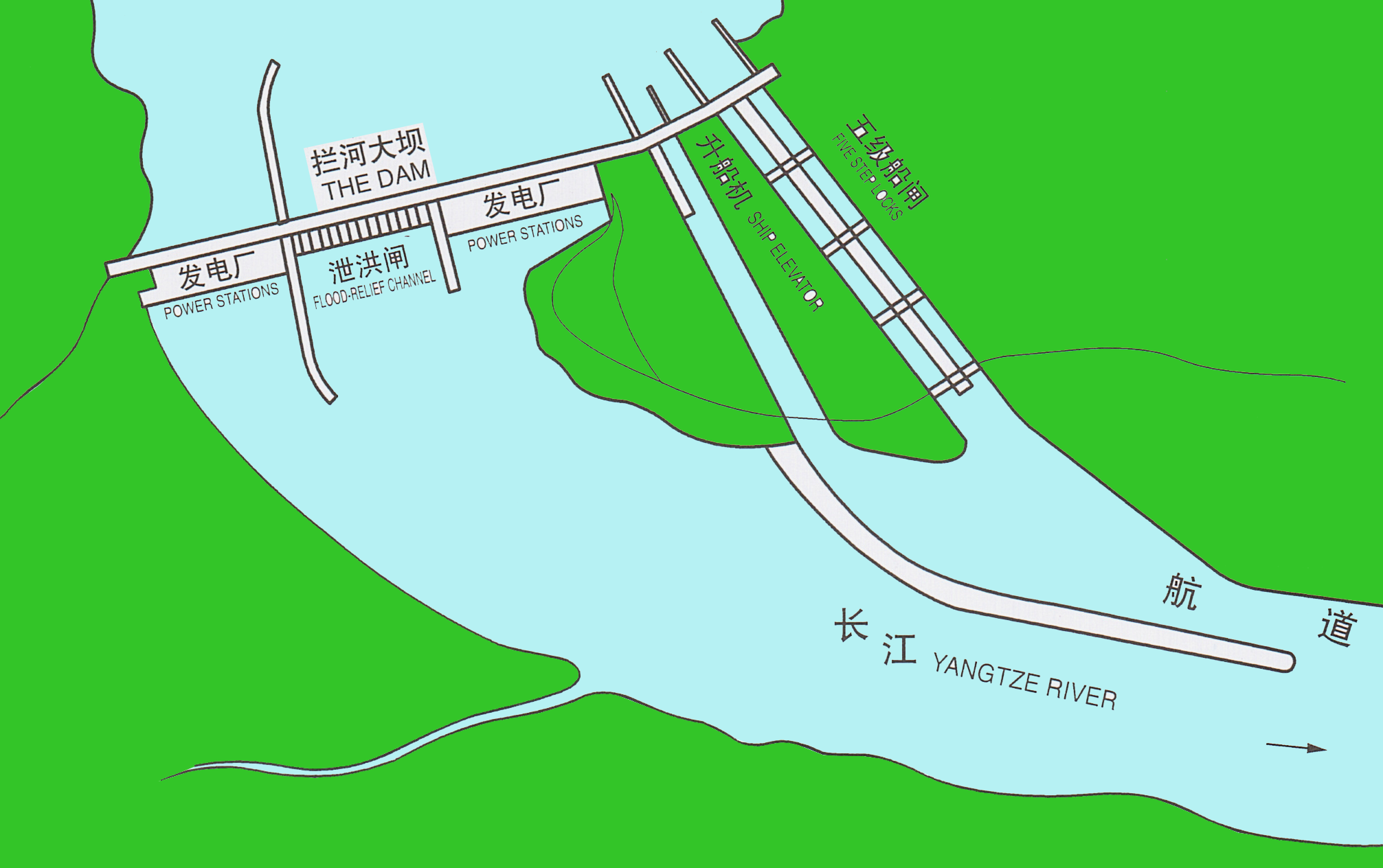
三峡大坝平面图，泄洪闸位于拦河大坝的中部

由於長江在「三峡大坝以上的年径流量达4500亿立方米，而且其中的70%左右集中在汛期。相比而言，三峡水库221.5亿立方米的防洪库容（註：即壩前年径流量5%）就显得十分有限」，當主汛期時水量過多，來不及經過水輪機發電而直接從水壩流出，稱為泄洪。
在非汛期，水库保持较高水位用于供水、发电、灌溉等功能，汛期来临前，水库将將水位降低，以腾出库容迎接洪水；三峡工程的水库正常蓄水位175米、相应库容393亿立方米，汛期時要降至汛期防洪限制水位（簡稱汛限水位）145米、相应的防洪库容221.5亿立方米。长江上所有水库的蓄水能力，还不到长江年徑流量的20%，從這個角度來看，中國水力發電工程學會認為長江沿岸水壩需要泄洪是因為中國水利設施不足、蓄水庫容不足。又，「金沙江、嘉陵江、岷江、沱江等长江上游支流，历史上都很容易发生大洪水，如果这几条江同时发水，那这就不是一个三峡水库所能独自解决掉的，它只能解决问题的一部分」，国家防汛抗旱总指挥部高级工程师徐宪彪說。

#### 防洪與供水的矛盾
水库管理者平衡利潤而優先蓄水，再按暴雨预报下降蓄水量。由於气候变化使暴雨難測，「安全的蓄水量」難以掌握，水库在突遭暴雨后，水庫為了自保，要紧急、无预警泄洪，令水坝下游的民众加倍承受洪災。
国家减灾委专家委员、京都大学工学博士程晓陶在2020年中國南方水災期間受訪說到「有一个矛盾。对于经济安全的保障，不光是水多的问题，还有水少的问题。随着城镇居民用水和工业用水量增加，水库存在保供水的压力。现在很多的水库，蓄水就靠汛期几场暴雨提供，这样防洪跟保供水之间存在矛盾。」，記者追問此矛盾如何协调，他回答「90年代后期制定《防洪法》时已经有所考虑。最初设想是，在汛期水库不得在汛期限制水位以上蓄水，但后来《防洪法》中表述是『在汛期，水库不得擅自在汛期限制水位以上蓄水』。加了『擅自』两个字后，就是说经过批准是有可能的。」

### 事例：2020年三峡泄洪
三峽水庫最近一次泄洪是2020年中国南方水灾期間。在泄洪之後，人民网图片频道等官媒在6月29日16開始起報導了當天上午已泄洪的消息，「受长江中上游强降雨影响，进入三峡水库的水量持续增多。为腾出一定库容迎接近期可能到来的洪水，三峡枢纽于6月29日上午开启两个泄洪孔，加大下泄流量。这是三峡枢纽今年首次泄洪。」。

## 美國胡佛大壩
美國胡佛大壩一般不需泄洪。這是由於科羅拉多河的年徑流量低（僅201億立方公尺，與長江的10,000億立方公尺屬於不同量級），而胡佛水庫的庫容量（352億立方公尺）高於科羅拉多河的年徑流量，如算上科羅拉多河其他水庫，合共蓄水能力超過科羅拉多河年徑流量的4倍。換句話說，科羅拉多河一年的水量太低，理論上可以被胡佛大壩全都攔蓄起來，而無需泄洪。
胡佛大壩的溢洪道一共使用過兩次，一次是1941年作測試用，一次是1983年作洪水調節。